# Hegel (cépage)
Pour les articles homonymes, voir Hegel (homonymie).
Le  hegel est un cépage de cuve allemand de raisins noirs.

## Origine et répartition géographique
Le cépage est une obtention de August Herold dans l'institut Staatliche Lehr- und Versuchsanstalt für Wein- und Obstbau Weinsberg  à Weinsberg près de Heilbronn. L'origine génétique est vérifiée et résulte d'un croisement des cépages Helfensteiner x Heroldrebe réalisé en 1955. Le cépage est autorisé dans de nombreux Länder en Allemagne. Le cépage est peu multiplié et la superficie plantée est de 12 hectares en 2001.
Le nom du cépage a été choisi en hommage à Georg Wilhelm Friedrich Hegel.
Le cépage Dornfelder est issu du même croisement.

## Aptitudes culturales
La maturité est de première époque moyenne comme le Chasselas.

## Potentiel technologique
Les grappes sont moyennes à grandes et les baies sont de taille petite à moyenne. La grappe est tronconique, ailée et moyennement compacte. Le cépage est de bonne vigueur mais moyennement fertile. Le cépage donne des vins rouges de bonne qualité.
Le hegel possède une croissance plus faible et une maturité plus tardive que le dornfelder, ce qui explique, que le cépage n’a pas de succès.

## Synonymes
Le hegel est également connu sous les noms de Weinsberg S 342 et We S 342.